# Le Juge, la République assassinée
Pour les articles homonymes, voir Le Juge.
Le Juge, la République assassinée est une série de bande dessinée écrite et illustrée par Olivier Berlion. Elle est publiée en trois tomes, de 2015 à 2017. Cette série présente l'histoire du juge François Renaud, magistrat, premier juge d'instruction à Lyon, assassiné en 1975.

## Jugements sur la série
Pour Laetitia Gayet de France inter, ces trois volumes d'Olivier Berlion font découvrir l'univers lyonnais et l'époque du juge Renaud. Le lecteur est plongé dans un récit policier, en suivant François Renaud dans ses enquêtes sur le grand banditisme, avec les repères historiques et précis confinant à la biographie.
Laurent Beauvallet signale que Berlion « retrace avec beaucoup d’acuité » la fin de carrière du juge Renaud, « dessinée avec une grande élégance ». Il ajoute que ce récit est « captivant jusqu’à la dernière page », complété par un dossier détaillant chronologiquement les faits ayant suivi l'assassinat.
Philippe Bette pour France 3 Rhône-Alpes relève en particulier le « financement occulte des partis politiques » qui figure en arrière-plan de cette série. Selon lui, Olivier Berlion ne veut pas refaire l'histoire mais offre « de façon illustrée sa propre vision du combat mené par le juge Renaud ».

## Albums
Le Juge, la République assassinée est publiée en trois tomes par Dargaud :
1. Chicago-sur-Rhône, par Olivier Berlion, Dargaud, 2015, grand format, 53 planches  (ISBN 978-2-205-07365-2) ;
2. Le Gang des Lyonnais, par Olivier Berlion, Dargaud, 2016, grand format, 54 planches  (ISBN 978-2-205-07511-3) ;
3. Chronique d'une mort annoncée, par Olivier Berlion, Dargaud, 2017, grand format, 54 planches  (ISBN 978-2-205-07606-6).